# Teichfledermaus-Gewässer im Raum Aurich
Teichfledermaus-Gewässer im Raum Aurich este o arie protejată (sit de importanță comunitară — SCI) din Germania întinsă pe o suprafață de 57,95 ha, integral pe uscat.

## Localizare
Centrul sitului Teichfledermaus-Gewässer im Raum Aurich este situat la coordonatele 53°32′42″N 7°33′05″E / 53.545°N 7.5514°E.

## Înființare
Situl Teichfledermaus-Gewässer im Raum Aurich a fost declarat sit de importanță comunitară în ianuarie 2005 pentru a proteja 1 specie de animale.

## Biodiversitate
Situată în ecoregiunea atlantică, aria protejată nu include niciun habitat protejat.
La baza desemnării sitului se află o specie protejată de  mamifere: liliac de iaz (Myotis dasycneme).
Pe lângă speciile protejate, pe teritoriul sitului au mai fost identificate 4 specii de plante.